# 云南鳞盖蕨
云南鳞盖蕨（学名：Microlepia yunnanensis）为姬蕨科鳞盖蕨属下的一个种。其种加词 yunnanensis 意为“云南的”。
现接受名为毛果鳞盖蕨（Microlepia trichocarpa Hayata）。